# Krúnufjall
Krúnufjall är ett berg i Färöarna (Kungariket Danmark).   Det ligger i sýslan Norðoyar, i den nordöstra delen av landet, 30 km norr om huvudstaden Tórshavn. Toppen på Krúnufjall är 642 meter över havet. Krúnufjall ligger på ön Borðoy.
Terrängen runt Krúnufjall är kuperad. Havet är nära Krúnufjall österut.  Närmaste större samhälle är Klaksvík, 6,2 km sydväst om Krúnufjall. Trakten runt Krúnufjall består i huvudsak av gräsmarker.